# 公共企業体
公共企業体（こうきょうきぎょうたい）とは、公共性の高い事業を経営するため、国または地方公共団体が出資や貸付けなどの方法によって設立した法人である。公企業の形態の一つである。

## 概要
「公共企業体」という概念は、次のような意味で使われる。
1. 日本の実定法上は、公共企業体等労働関係法で規定された、いわゆる三公社（後述）のこと。これを指して公社ともいう。
2. イギリスの「public corporation」の訳語。パブリック・コーポレーション。
3. 日本の三公社やイギリスの「public corporation」に限らず、それと同方式をとる各国の公企業の形態を指す語。日本の地方公社や、公団、公庫なども含めた広い概念。

## 日本の公共企業体

### 国の公共企業体
1948年に制定された公共企業体等労働関係法（昭和23年法律第257号）は、「公共企業体」の職員の労働関係について定めた法律であるが、そこでの「公共企業体」は、以下の法人（三公社）を指した。
- 日本専売公社 → 1985年民営化: 日本たばこ産業株式会社 (JT)
- 日本電信電話公社 → 1985年民営化: 日本電信電話株式会社 (NTT)
- 日本国有鉄道 → 1987年民営化: JR各社 （国鉄は日本国有鉄道清算事業団へ移行）

なお、法律制定当時に設立が決まっていたのは日本専売公社と日本国有鉄道で、日本電信電話公社は1952年に発足して追加されたものである。
後に三公社は民営化され、「株式会社」となったが、これは一般の会社法上の株式会社とは異なり、特殊会社とよばれるものである。その後、JRの本州三社（東日本、西日本、東海）と九州のみは商法上の株式会社となった。
1987年の国鉄民営化により、上記の意味での公共企業体はなくなり、上記の法律も国営企業労働関係法（昭和23年法律第257号）と改題され、さらに同法は平成14年法律第98号により「特定独立行政法人等の労働関係に関する法律」と改題され現在にいたっている。
その他、公団、公庫、事業団、営団、金庫といった、様々な形態（いずれも特殊法人）の公共企業体が存在する（営団は営団地下鉄民営化（東京メトロ）により消滅）。
さらに、上記の三公社以外に、「公社」と名のつく次のような公共企業体が存在した。
- 原子燃料公社 - 1956年に発足した公共企業体。1967年に動力炉・核燃料開発事業団に吸収。
- 日本郵政公社 - 2003年に発足した公共企業体。それまで官庁企業である郵政事業庁が行っていた郵便事業を引きついだ。2007年に日本郵政グループとなる。

### 地方公共団体の公共企業体
地方公共団体によって設立される公共企業体は、地方公社という。以下の3種類の法人形態を総称して地方三公社という。
- 地方住宅供給公社（地方住宅供給公社法）
- 地方道路公社（地方道路公社法）
- 土地開発公社（公有地の拡大の推進に関する法律）